# Max Born
Max Born   (Breslau, 11 de desembre de 1882 - Göttingen, 5 de gener de 1970) fou un matemàtic i físic alemany, que féu importants contribucions en la física de l'estat sòlid, en l'òptica i, especialment, en el desenvolupament de la mecànica quàntica. Supervisà el treball de diversos físics notables en els anys 1920 i 1930 i guanyà el Premi Nobel de Física de 1954 per la seva «investigació fonamental en Mecànica Quàntica, especialment en la interpretació estadística de la funció d'ones».

## Vida

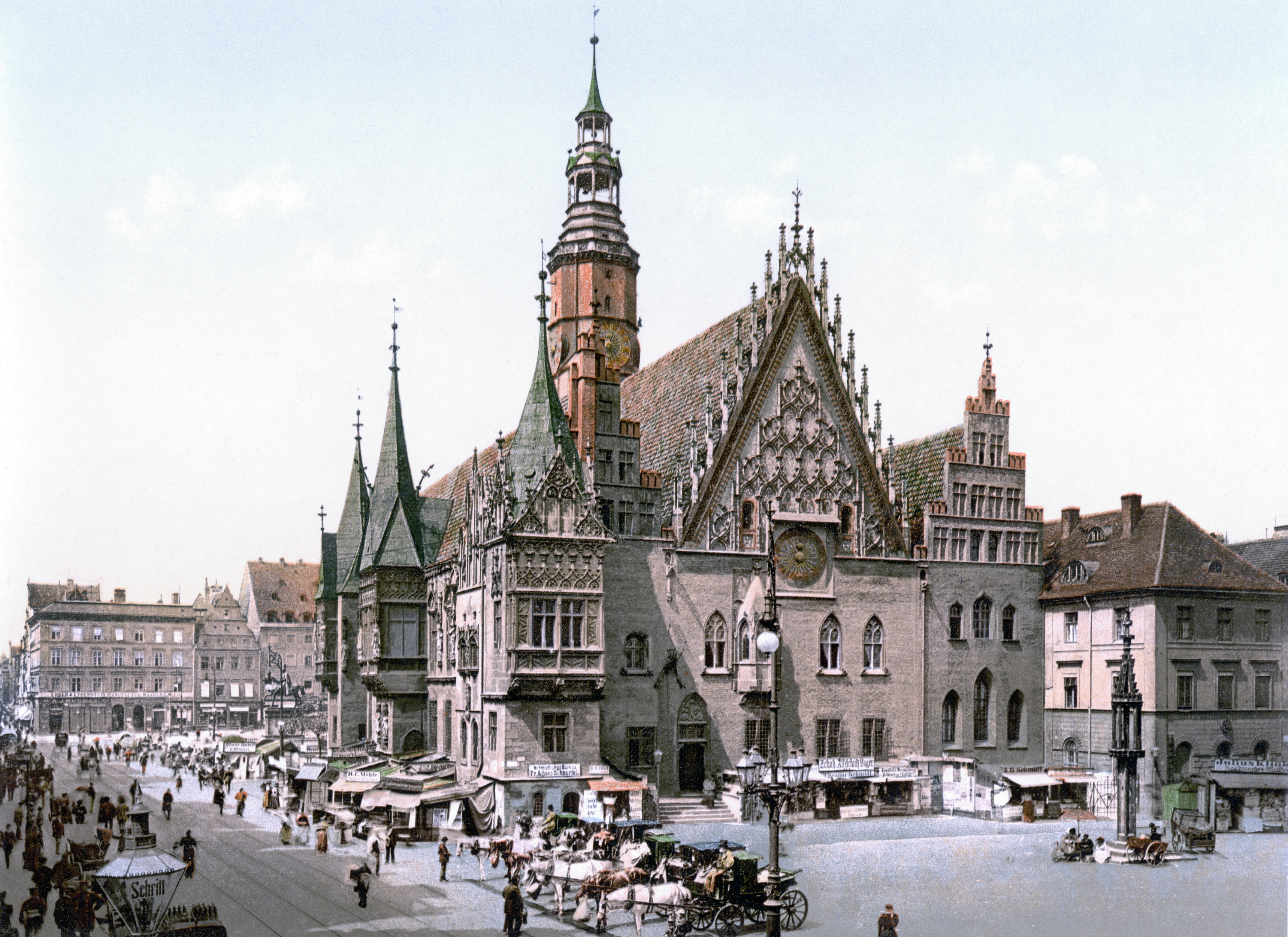
Ajuntament de Breslau a finals del segle XIX

Max Born nasqué a Breslau (actualment Wrocław, Polònia), que en aquell temps formava part de la província prussiana de Silèsia (Imperi alemany), en una família d'ascendència jueva. Fou un dels dos fills de Gustav Jacob Born (1850-1900), anatomista i embriòleg, catedràtic d'embriologia de la Universitat de Breslau, i de la seva esposa Margarethe Kauffmann (1856-1886), filla d'una família d'industrials tèxtils i que morí quan Born tenia només quatre anys. La seva germana nomia Käthe (1884-1953) i tenia també un germanastre, Wolfgang (1893-1949), del segon matrimoni de son pare amb Bertha Lipstein (1866-1937).

### Formació acadèmica (1901-1906)
Els estudis secundaris els cursà al König Wilhelms Gymnasium de Breslau i el 1901 ingressà a la seva universitat. El sistema universitari alemany permetia als estudiants passar d'una universitat a una altra amb facilitat, per la qual cosa anà a la d'Heidelberg el 1902, a la de Zúric el 1903, i a la de Göttingen el 1904. A Göttingen trobà matemàtics de renom: David Hilbert, Felix Klein, Carle Runge i Hermann Minkowski. Hilbert el seleccionà com el seu assistent i establí amistat amb Hermann Minkowski. Per altra banda la relació amb Felix Klein fou molt problemàtica perquè Born rebutjà de fer la tesi doctoral amb ell perquè la matemàtica aplicada no l'atreia i Klein se sentí ofès. Born demanà a Carl Runge que fos el seu director de tesi i el 1906 obtingué el doctorat en matemàtiques amb la tesi Estabilitat elàstica en un pla i espai, amb magna cum laude, formant el tribunal Runge, Woldemar Voigt i Karl Schwarzschild.
Després de la seva graduació, Born féu el servei militar a la Segona Guàrdia de Dragons «Emperadriu Alexandra de Rússia» a Berlín, però hagué d'abandonar-lo el gener de 1907 a causa d'un atac d'asma. Fou admès al Gonville and Caius College, de la Universitat de Cambridge, on estudià física durant sis mesos al Laboratori Cavendish amb Joseph J. Thomson, George Searlee i Joseph Larmor. En tornar a Alemanya, es reincorporà a l'exèrcit i serví al Leib-Regiment Kürassier-elit "Großer Kurfürst" (Schlesisches) Nr. 1, fins que el metge el lliurà del servei al cap de sis setmanes. Tornà a Breslau, on treballà sota la supervisió d'Otto Lummer i Ernst Pringsheim, amb l'esperança de fer l'habilitació en física.

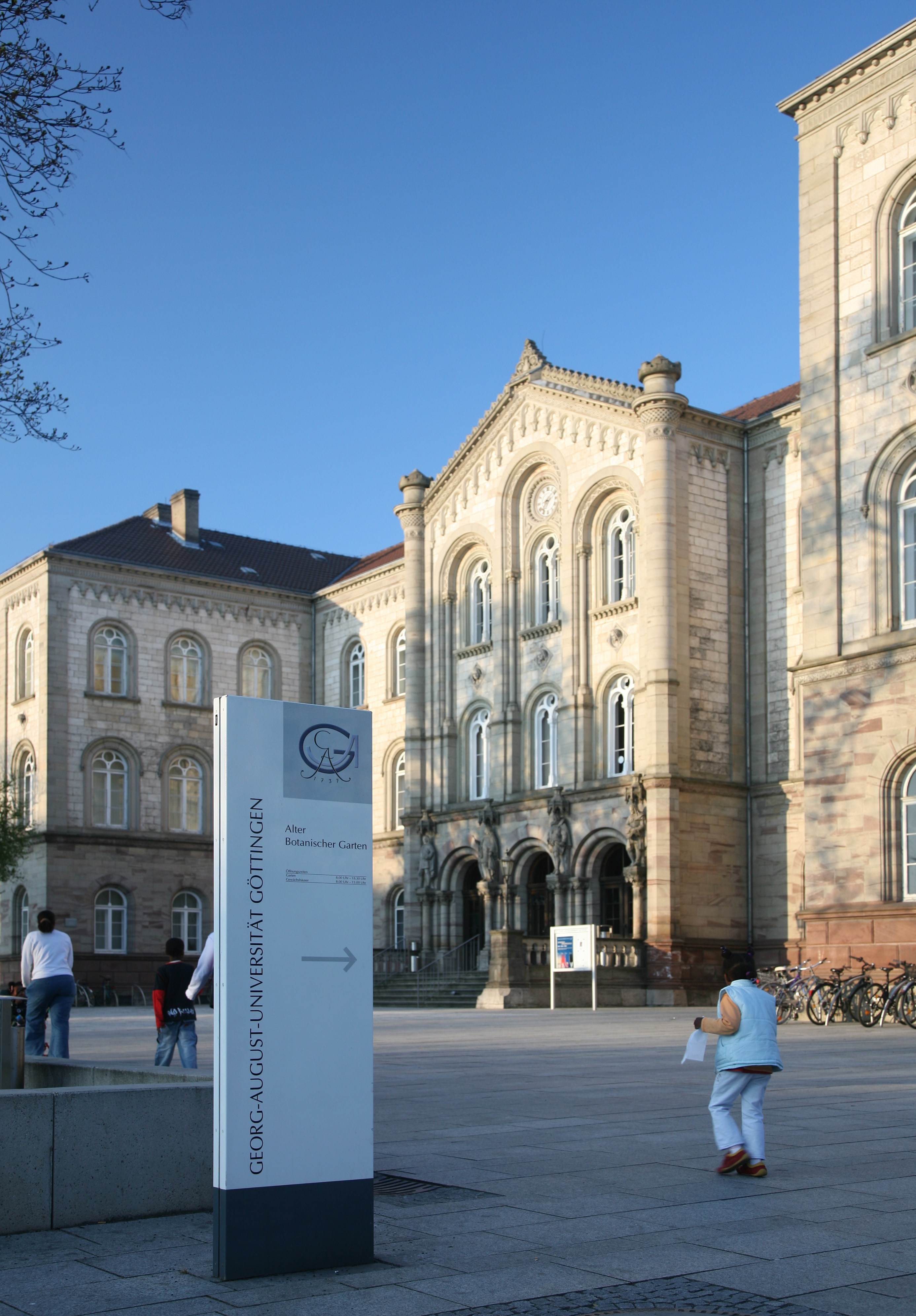
Auditori vell de la Universitat de Göttingen

### Primera estada a Göttingen (1908-1914)
El 1908 retornà a Göttingen per a treballar sobre relativitat amb Minkowski, però aquest morí sobtadament d'apendicitis el gener de 1909. El 23 d'octubre de 1909, presentà la seva tesi d'habilitació sobre el model atòmic de Thomson.
El 1912 visità els Estats Units gràcies a una invitació d'Albert Michelson. El mateix any conegué Hedwig (Hedi) Ehrenberg (1891–1972), la filla de Victor Gabriel Ehrenberg (1851-1929), professor de dret a la Universitat de Leipzig i de Helene von Jhering, descendent de Martí Luter. Born era d'origen jueu per part de pare, però es convertí al luteranisme quan es casà, tant per deferència a la seva esposa i com a causa del seu desig d'assimilar-se a la societat alemanya. El matrimoni tingué tres fills: dues filles, Irene (1914-2003) i Margarethe (Gritli) (1915-2000), i un fill, Gustav (1921-2018). Irene és la mare de la cantant i actriu Olivia Newton-John (1948-2022), i Gustav fou un destacat farmacòleg.

### A Berlín i Frankfurt del Main (1914-1921)

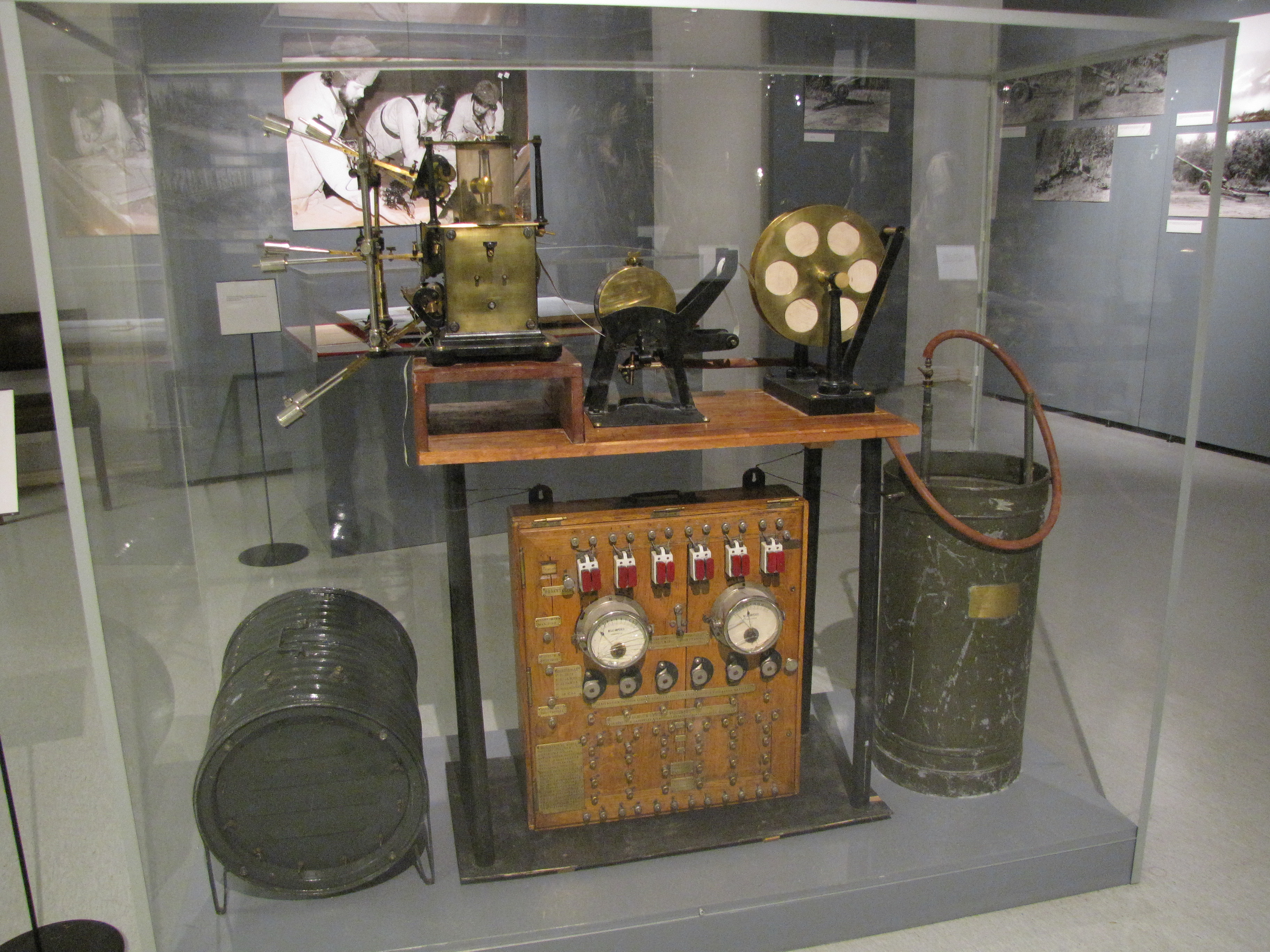
Unitat de gravació del sistema del so d'artilleria

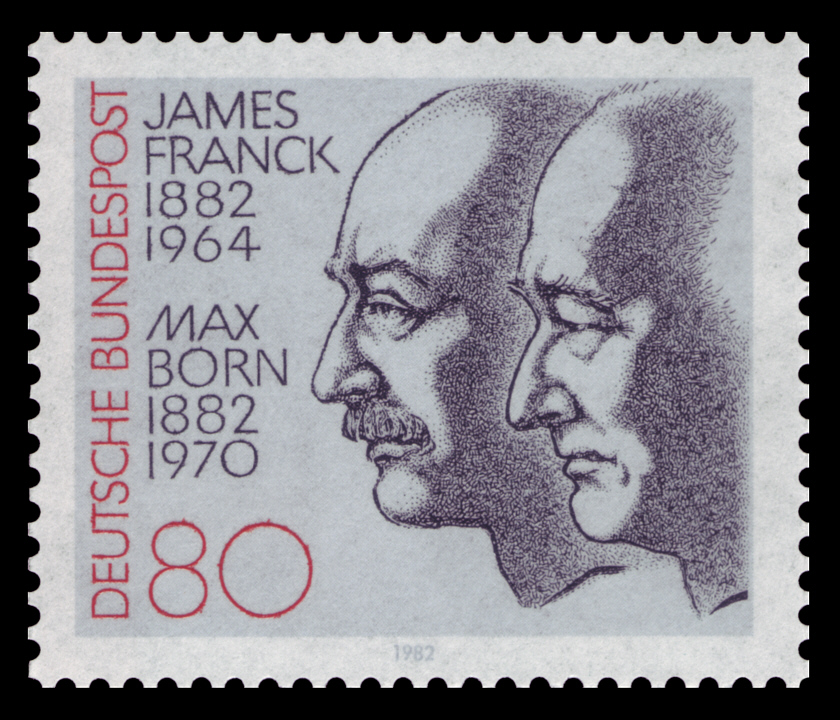
Segell commemoratiu del 1982 en honor dels dos directors de l'Institut de Física de Götingen

El 1914 Max Planck li oferí la nova càtedra de física teòrica a la Universitat de Berlín, que havia rebutjat Max von Laue. Born l'acceptà i es traslladà a Berlín. El 1915 s'incorporà a l'Artillerie-Prüfungs-Kommission, una unitat de recerca i desenvolupament d'artilleria de l'exèrcit, amb base a Berlín, amb Rudolf Ladenburg, dedicada a l'anàlisi del so d'artilleria mitjançant nova tecnologia. A la Universitat de Berlín conegué Albert Einstein i s'hi relacionà: el visitava sovint a casa seva. Pocs dies després de l'armistici de novembre de 1918, Max Planck deslliurà Born del servei militar. L'abril del 1919, es convertí en professor ordinari i director de l'Institut de Física Teòrica de la Facultat de Ciències de la Universitat de Frankfurt del Main. El 1921 la Universitat de Göttingen cercava algú per reemplaçar a Peter Debye com a director de l'Institut de Física i la plaça fou oferida a Born. En la negociació pel seu canvi de posició amb el Ministeri d'Educació, organitzà una altra càtedra, la de física experimental a Göttingen, pel seu amic i col·lega James Franck.

### Segona estada a Göttingen (1921-1933)
El 1921 tornà a Göttingen. Durant els dotze anys que Born i Franck foren a Göttingen (1921-1933), convertiren l'Institut de Física en un dels centres més importants del món de la física. El 1922, quan Arnold Sommerfeld era als Estats Units, ensenyant a la Universitat de Wisconsin-Madison, hi envià el seu estudiant Werner Heisenberg perquè fos assistent de Born; completà la seva habilitació el 1924 i esdevingué privatdozent a Göttingen. Altres físics que reberen el seu doctorat sota la direcció de Born foren Max Delbrück, Siegfried Flügge, Friedrich Hund, Pascual Jordan, Maria Goeppert-Mayer, Lothar Wolfgang Nordheim, Robert Oppenheimer i Victor Weisskopf. Entre els seus assistents, a més a més de Heisenberg, hi hagué Enrico Fermi, Gerhard Herzberg, Friedrich Hund, Pascual Jordan, Wolfgang Pauli, Léon Rosenfeld, Edward Teller i Eugene Wigner.
El gener de 1933 el Partit Nazi arribà al poder a Alemanya. Al maig, Born fou un dels sis professors jueus de Göttingen suspesos de sou; Franck ja hi havia renunciat. Born començà a cercar altres posicions, escriví a Maria Göppert-Mayer de la Universitat Johns Hopkins i a Rudi Ladenburg de la Universitat de Princeton; finalment acceptà una plaça temporal al St. John's College, de la Universitat de Cambridge.

### Al Regne Unit (1933-1952)
Considerà diferents ofertes i finalment es decidí per una plaça a la Universitat d'Edimburg, de la qual assumí la càtedra a l'octubre de 1936. A Edimburg, Born promogué l'ensenyament de la física matemàtica. Hi havia dos assistents alemanys, E. Walter Kellermann i Klaus Fuchs, amb els quals continuà d'investigar el comportament misteriós dels electrons. Es convertí en membre de la Royal Society d'Edimburg el 1937 i de la Royal Society de Londres el març de 1939. Born rebé el certificat de ciutadà britànic el 31 d'agost de 1939, un dia abans que esclatés la Segona Guerra Mundial a Europa. El març de 1939 fou admès com a membre de la Royal Society britànnica i el 31 d'agost es nacionalitzà britànnic, un dia abans que esclatés la Segona Guerra Mundial a Europa. Romangué a Edimburg fins a la seva jubilació als 70 anys el 1952.

### Tercera estada a Göttingen (1954-1970)

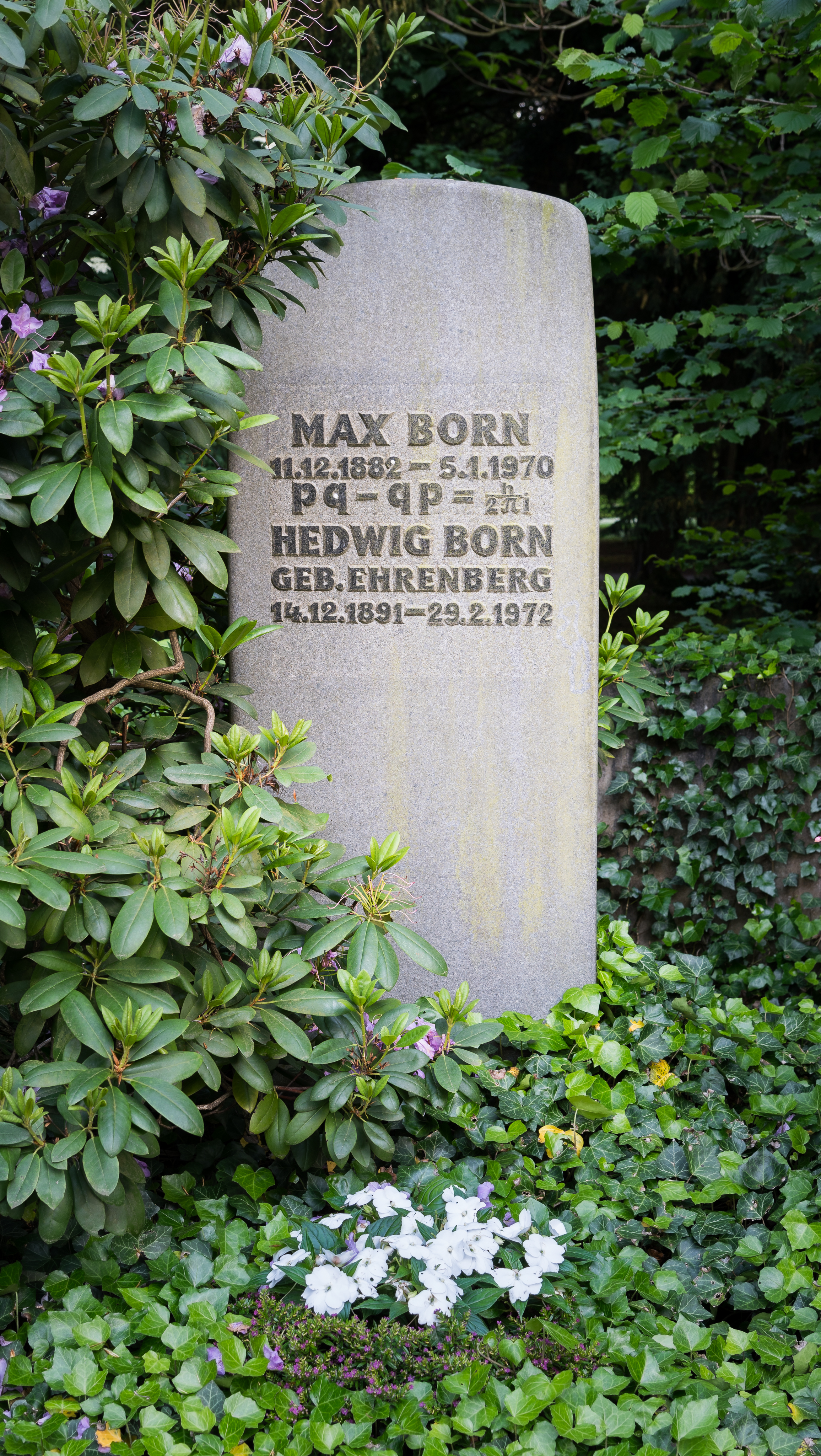
La làpida de Born al Stadtfriedhof de Göttingen, amb la inscripció del principi d'incertesa

Born es retirà a Bad Pyrmont, Alemanya Occidental, prop de Göttingen, el 1954. A l'octubre fou guardonat amb el Premi Nobel de Física, juntament amb Walther Bothe. Els seus companys físics mai no havien deixat d'anomenar-lo. Franck i Fermi l'anomenaren el 1947 i el 1948 pel seu treball sobre l'estructura cristal·lina, i al llarg dels anys també fou anomenat per la seva obra en la física de l'estat sòlid, la mecànica quàntica i altres temes. El 1954 rebé el guardó per la investigació fonamental en mecànica quàntica, especialment en la interpretació estadística de la funció d'ona, cosa en què havia treballat sol. En la seva conferència de lliurament del premi Nobel, va reflexionar sobre les implicacions filosòfiques del seu treball:
| « | Crec que les idees com la certesa absoluta, la precisió absoluta, la veritat última, etc. són productes de la imaginació que no han de ser admissibles en cap àmbit de la ciència. D'altra banda, qualsevol afirmació de probabilitat és correcta o incorrecta del punt de vista de la teoria sobre la qual es basa. Aquest descans del pensament (Lockerung des Denkens) em sembla que és la gran benedicció que la ciència moderna ens ha donat. La creença en una sola veritat i ser-ne el posseïdor és la causa principal de tots els mals del món. | » |

Tot i retirat continuà els seus treballs científics i féu noves edicions dels seus llibres. L'any 1955 fou un dels onze científics i intel·lectuals que signaren el Manifest Russell-Einstein, que ressaltava els perills de les armes nuclears i feia una crida als líders mundials per a cercar solucions pacífiques al conflicte internacional de la Guerra Freda. Morí a l'hospital de Göttingen el 5 de gener de 1970 als 87 anys, i fou enterrat al cementiri Stadtfriedhof, el mateix lloc on hi ha enterrats altres set guanyadors del Premi Nobel (Otto Hahn, Max von Laue, Walther Nernst, Max Planck, Otto Wallach, Adolf Windaus i Richard Zsigmondy).

## Carrera

### Treballs sobre relativitat
El 1905, Albert Einstein publicà el seu article Sobre l'electrodinàmica dels cossos mòbils, sobre la relativitat especial. Born li interessà el tema i començà a investigar-lo col·laborant amb Minkowski a Göttingen. Després de la seva mort Born provà de presentar els seus resultats en una reunió de la Societat Matemàtica de Göttingen unes setmanes més tard, però fou desafiat públicament per Klein i Max Abraham, que rebutjaven la relativitat i li impediren de completar la seva conferència. Tanmateix Hilbert i Runge estaven interessats en el seu treball, i varen convèncer-lo de tornar a impartir la conferència. Aquesta vegada, no fou interromput, i Voigt s'oferí per a patrocinar la seva tesi d'habilitació. Posteriorment publicà el seu discurs com a article La teoria dels cossos rígids en la cinemàtica del principi de la relativitat, on introduí el concepte de rigidesa de Born.

### Treballs sobre l'enllaç iònic
Una trobada casual amb Fritz Haber va iniciar una relació que va durar mesos i va conduir a un debat sobre com es forma un compost iònic quan un metall reacciona amb un àtom d'un halogen (el que es coneix actualment com el cicle Born-Haber).

### Treballs sobre mecànica quàntica
El 1925 Heisenberg passà a Born un article per a revisar titulat Über quantentheoretische Umdeutung kinematischer und mechanischer Beziehungen (Reinterpretació teòrica quàntica de les relacions de la cinemàtica i la mecànica). En aquest article, Heisenberg formulava la teoria quàntica, evitant la representació concreta però no observable de les òrbites electròniques fent servir paràmetres com les probabilitats de transició dels salts quàntics, representats per dos índexs corresponents als estats inicials i finals. Born veié la possibilitat de transcriure-la al llenguatge sistemàtic de les matrius, el que havia après del seu estudi a la Universitat de Breslau. Fins llavors, les matrius havien estat poc emprades pels físics, ja que es considerava que pertanyien a l'àmbit de les matemàtiques pures. Gustav Mie les havia usades en un treball sobre electrodinàmica el 1912 i Born les havia fetes servir en el seu treball sobre la teoria del reticulat de cristall el 1921. Amb l'ajuda del seu assistent i antic alumne Pascual Jordan, immediatament començaren a fer una adaptació i presentaren els resultats per a ser publicats, que es féu en un article aparegut només 60 dies després del d'Heisenberg, i els tres autors n'elaboraren un de conjunt per publicar-lo abans de finals d'any p. El resultat fou una formulació sorprenent:

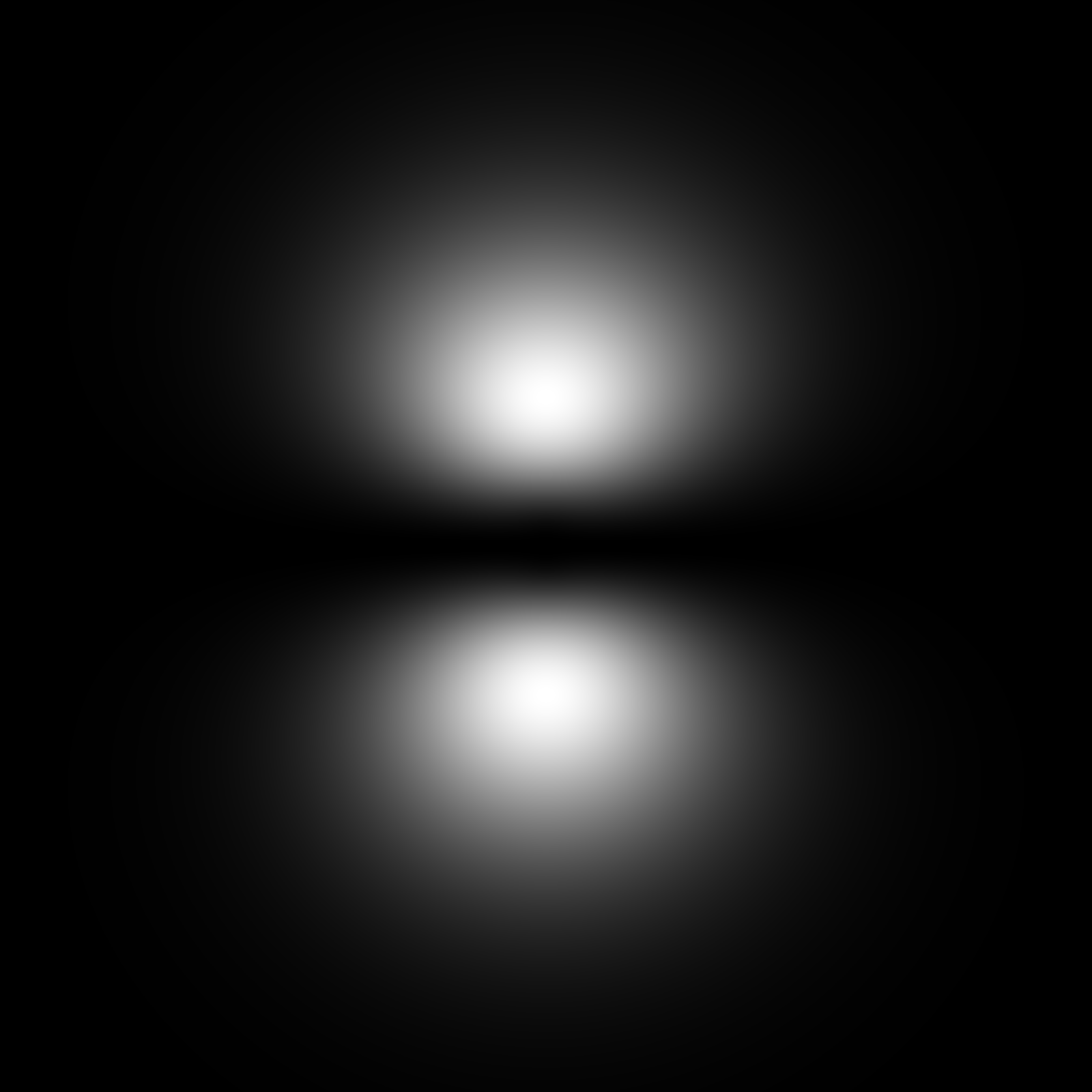
Orbital atòmic p representat amb la funció

{\displaystyle p\,q-q\,p={h \over 2\pi i}I}
on {\displaystyle p} i {\displaystyle q} són matrius per a la posició i la quantitat de moviment o moment lineal de l'electró, respectivament, {\displaystyle I} és la matriu d'identitat, {\displaystyle h} és la constant de Planck. El resultat sorgeix perquè la multiplicació de matrius no és commutativa. Aquesta formulació fou totalment atribuïda a Born, que també establí que tots els elements que no eren diagonals a la matriu eren zero. Considerà que el seu article amb Jordan contenia «els principis més importants de la mecànica quàntica, inclosa la seva extensió a l'electrodinàmica». L'article posà l'enfocament d'Heisenberg sobre una base matemàtica sòlida. Paul Dirac treballava independentment en la mateixa línia que Heisenberg. Wolfgang Pauli usà aquest mètode per a calcular els valors energètics de l'àtom d'hidrogen i trobà que coincidien amb els del model Bohr.
Erwin Schrödinger atacà el problema de l'estructura atòmica mitjançant la mecànica ondulatòria, que fou molt ben rebut, ja que oferia la possibilitat de tornar a la física determinista clàssica. Born, que era contrari als fets determinats per l'experiment, féu l'actual interpretació de la funció de densitat de probabilitat per {\displaystyle \psi ^{2}}en l'equació de Schrödinger, que publicà al juliol de 1926.

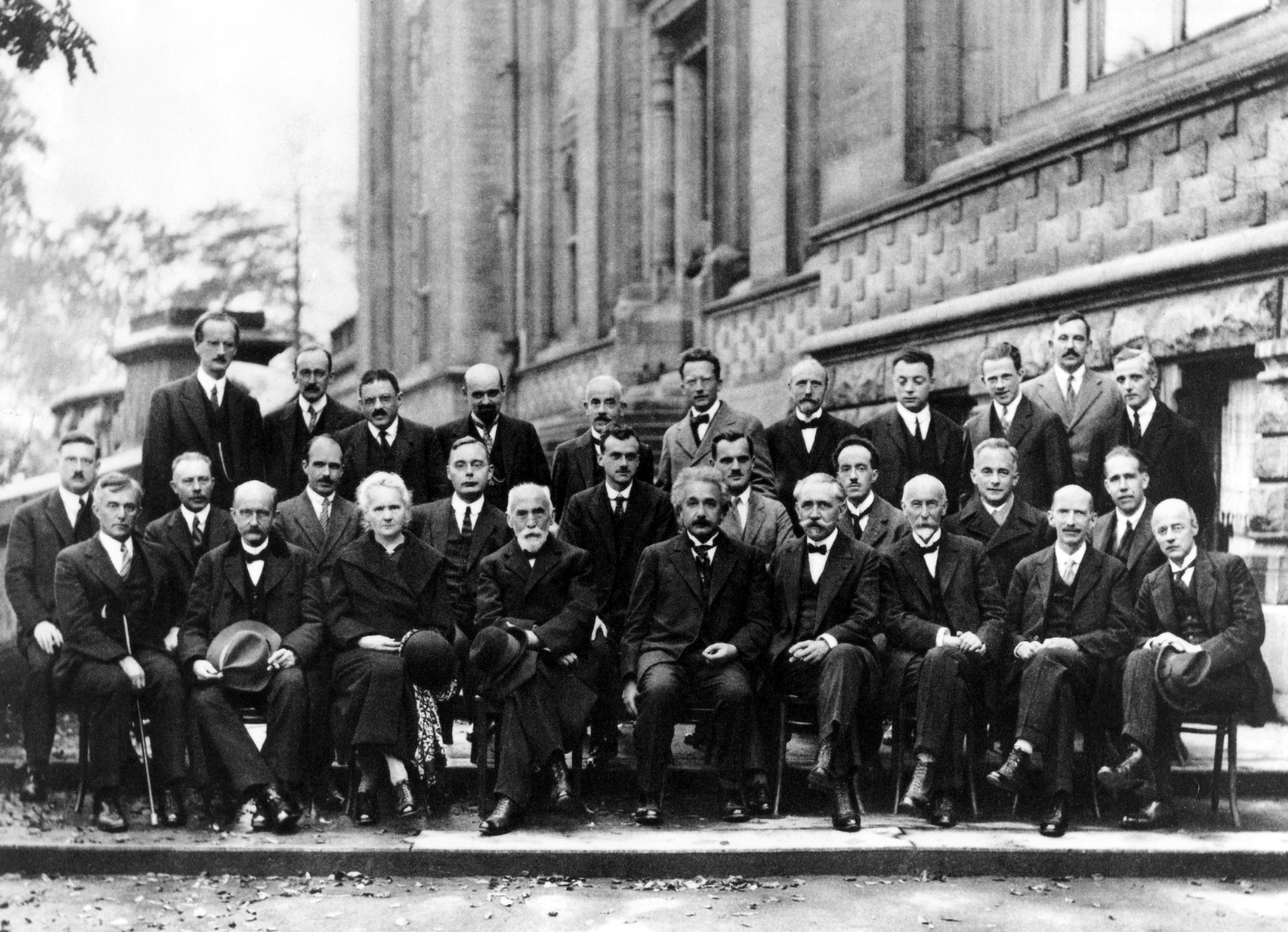
Cinquena Conferència Solvay, 1927. Podem veure Max Born, el segon de la segona fila començant per la dreta, assegut entre Louis-Victor de Broglie i Niels Bohr

En una carta adreçada a Born el 4 de desembre de 1926, Einstein escriví la seva famosa observació sobre la mecànica quàntica:
| « | La mecànica quàntica és molt impressionant. Però una veu interior em diu que encara no és real. La teoria produeix un bon resultat, però gairebé no ens acosta al secret del «Vell Senyor». Per a tots els efectes, estic convençut que Déu no juga als daus. | » |

Sovint, aquesta cita és parafrasejada com «Déu no juga amb daus». Un any més tard, el 1928, participà en la Cinquena Conferència Solvay. En el mateix any, Einstein nominà a Heisenberg, Born i Jordan per al Premi Nobel de Física, però només Heisenberg el guanyà el 1932, «per a la creació de mecànica quàntica, l'aplicació del qual ha conduït al descobriment de les formes al·lotrópiques d'hidrogen», mentre que Schrödinger i Dirac el compartiren el 1933 «pel descobriment de noves formes productives de la teoria atòmica». El 25 de novembre de 1933, rebé una lletra de Heisenberg en què li deia que havia trigat a escriure-li a causa d'una «mala consciència» per haver rebut només ell el premi «pel treball endegat a Göttingen en col·laboració amb ell i Jordan». Heisenberg digué que Born i Jordan contribuïren a la mecànica quàntica i que aquest fet no podia ser canviat per «una decisió errada a l'exterior». El 1954, Heisenberg escrigué un article en honor de Planck per la seva perspicàcia el 1900, en el qual acreditava Born i Jordan per a la formulació matemàtica final de la mecànica matricial de Heisenberg, i continuà posant l'accent en la grandesa de les seves contribucions a la mecànica quàntica, que no eren «prou reconegudes pel públic».

## Premis i honors

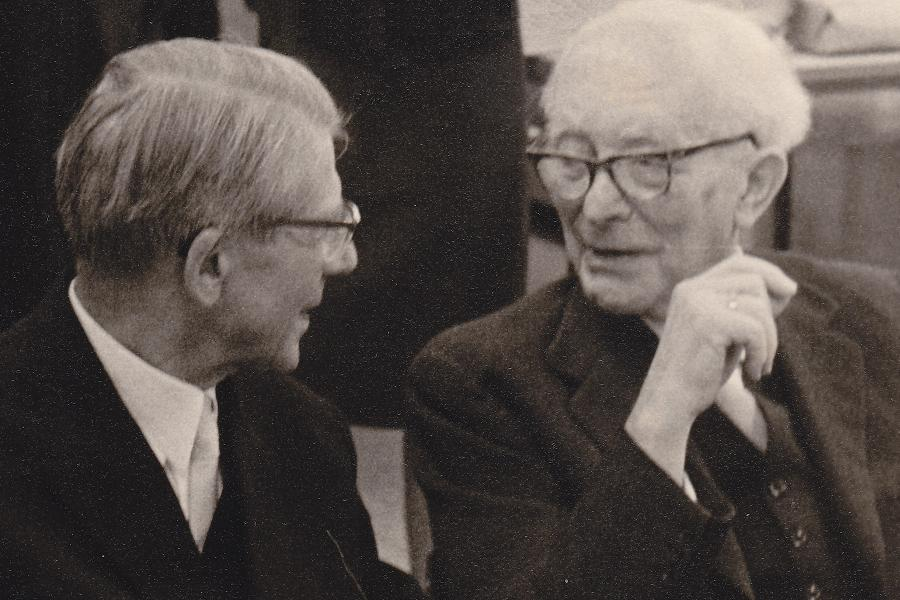
Friedrich Hund i Max Born, el febrer de 1966 a Göttingen, en ocasió del 70 aniversari de Hund

- 1934 – Medalla Stokes de Cambridge[48]
- 1939 – Membre de la Royal Society[48][49]
- 1945 – Premi Makdougall-Brisbane de la Royal Society of Edinburgh[50]
- 1945 – Premi Gunning Victoria Jubilee de la Royal Society of Edinburgh[48]
- 1948 – Medalla Max Planck del Deutschen Physikalischen Gesellschaft[48]
- 1950 – Medalla Hughes de la Royal Society of London[48]
- 1953 – Ciutadà honorari de la ciutat de Göttingen[48]
- 1954 – Premi Nobel de Física; El guardó fou concedit per a la recerca fonamental en la mecànica quàntica, especialment per la interpretació estadística de la funció d'ona.[48]
- 1956 – Medalla per al Dret Internacional Hugo Grotius, Múnic[48]
- 1959 – Orde al Mèrit de la República Federal Alemanya[51]
- 1972 – El Premi Max Born fou creat per la Deutsche Physikalische Gesellschaft i l'Institut Britànnic de Física. Es concedeix anualment.[52][53]
- 1991 – Max-Born Institut für Nichtlineare Optik i Kurzzeitspektroskopie im Forschungsverbund Berlin e.V. - Instituts anomenats al seu honor.[54]

## Obres
Al llarg de la vida, Born va escriure diverses obres sobre ciència, algunes de caràcter acadèmic i d'altres de divulgació. Aquestes obres tractaven sobre temes com la física de l'àtom i l'òptica; van tenir molt bona acollida i actualment es consideren clàssics en els camps respectius i encara són d'interès editorial. La següent llista són els títols més importants:
- Max Born La interpretació estadística de la mecànica quàntica. Nobel Lecture – 11 de desembre del 1954.
- Sobre el model atòmic de Thomson (FAM, 1909) - La Universitat de Göttingen va rebre la qualificació d'habilitació per aquesta publicació el 23 d'octubre del 1909.[55]
- Dinàmica de l'estructura cristal·lina (Teubner, 1915)[56] – Després de publicar-se aquesta obra, el físic Arnold Sommerfeld va demanar a Born que escrivís un article basat en el llibre per al 5è volum de l'Enciclopèdia de Mathemàtica. La Primera Guerra Mundial va endarrerir l'inici d'aquest volum, però va reprendre la tasca el 1919 i el va enllestir el 1922. Es va publicar com a edició revisada amb el títol Teoria atòmica de l'estat sòlid.[57]
  - Teoria dinàmica de les estructures cristal·lines, amb col·laboració amb Kun Huang. (Oxford, Clarendon Press, 1954)
- La teoria de la relativitat d'Einstein i la seva essència (Springer, 1920) – Basada en unes conferències donades per Born a la Universitat de Frankfurt del Main.[58]
- Conferències sobre la mecànica de l'àtom (Springer, 1925)[56]
  - Mechanics of the Atom (George Bell & Sons, 1927) – Traduït per J. W. Fisher i revisat per D. R. Hartree.[59]
- Problems of Atomic Dynamics (MIT Press, 1926) – Un primer relat de la mecànica matricial que s'estava desenvolupant a Alemanya, basat en dues sèries de conferències impartides al MIT, durant tres mesos, entre 1925 i principis de 1926.[60][61]
- Elementare Quantenmechanik (Zweiter Band der Vorlesungen über Atommechanik), amb Pascual Jordan. (Springer, 1930) – Aquest va ser el primer volum del que es pretenia com un treball de dos volums. Aquest volum es va limitar al treball que Born va fer amb Jordan sobre mecànica de matrius. El segon volum hauria de tractar sobre la mecànica d'ona d'Erwin Schrödinger. No obstant això, el segon volum ni tan sols va ser començat per Born, ja que creia que el seu amic i col·lega Hermann Weyl havia escrit abans que ell ho pogués fer.[62][63]
- Optik: Ein Lehrbuch der elektromagnetische Lichttheorie (Springer, 1933) – Born va escriure aquest llibre quan va emigrar cap a Anglaterra.
  - Principles of Optics: Electromagnetic Theory of Propagation, Interference and Diffraction of Light,[64] amb Emil Wolf. (Pergamon, 1959) – Aquest llibre no és una traducció a l'anglès d'Optik, sinó un llibre substancialment nou. Poc després de la Segona Guerra Mundial, diversos científics van suggerir a Born que l'actualitzaés el seu treball i el traduís a l'anglès. Atès que hi havia hagut molts avenços en òptica en els anys d'intervenció, es va garantir l'actualització. El 1951, Emil Wolf va començar a ser l'assistent de Born en el llibre; finalment va ser publicat el 1959 per Robert Maxwell's Pergamon Press.[65] –la demora va ser deguda al llarg temps necessari «per resoldre tots els trucs financers i publicitaris creats per Maxwell».[66]
- Moderne Physik (1933) – Basat en set conferències impartides a la Technischen Hochschule Berlin.[67]
  - Atomic Physics (Blackie, London, 1935) – Traducció autoritzada en Moderne Physik per John Dougall, amb actualitzacions.[68]
- The Restless Universe[69] (Blackie and Son Limited, 1935) - Una interpretació popularitzada del taller de la natura, traduïda per Winifred Margaret Deans. El nebot de Born, Otto Königsberger, que va acabar la seva carrera professional com a arquitecte a Berlín quan els nazis van arribar al poder, es va traslladar temporalment a Anglaterra per il·lustrar el llibre.[67]
- Experiment and Theory in Physics (Cambridge University Press, 1943) – Dirigida a King's College, Newcastle upon Tyne, a petició de la Societat Filosòfica Durham i la Societat de Ciència Pura. Hi ha una versió ampliada de la conferència a l'edició del 1956 de Dover Publications.[70]
- Natural Philosophy of Cause and Chance (Oxford University Press, 1949) – Basat en les conferències de Born a Waynflete el 1948, donades a College of St. Mary Magdalen, Oxford University. L'última edició (Dover, 1964) inclou dos apèndixs: «Symbol and Reality» i el discurs de Born als guanyadors del Premi Nobel de 1964 a Landau, Alemanya.[71]
- A General Kinetic Theory of Liquids with H. S. Green (Cambridge University Press, 1949) – Els sis documents d'aquest llibre es van reproduir amb permís de la Proceedings of the Royal Society.
- Physics in My Generation: A Selection of Papers (Pergamon, 1956)[72]
- Physik im Wandel meiner Zeit (Vieweg, 1957)
- Physik und Politik (VandenHoeck und Ruprecht, 1960)
- Zur Begründung der Matrizenmechanik, amb Werner Heisenberg i Pascual Jordan (Battenberg, 1962) – Publicat en honor del 80è aniversari del naixement de Born. Aquesta edició va ser reimpresa pels escriptors d'articles sobre matrius mecàniques publicades en Zeitschrift für Physik, Volums 26 i 33–35, 1924–1926.[73]
- My Life and My Views: A Nobel Prize Winner in Physics Writes Provocatively on a Wide Range of Subjects (Scribner, 1968) – Part II (pp. 63–206) és una traducció de Verantwortung des Naturwissenschaftlers.[74]
- Briefwechsel 1916–1955, kommentiert von Max Born amb Hedwig Born i Albert Einstein (Nymphenburger, 1969)
  - The Born–Einstein Letters: Correspondence between Albert Einstein and Max and Hedwig Born from 1916–1955, amb comentaris de Max Born (Macmillan, 1971).[75]
- Mein Leben: Die Erinnerungen des Nobelpreisträgers (Múnic: Nymphenburger, 1975). Memòries publicades de Born.
  - My Life: Recollections of a Nobel Laureate (Scribner, 1978).[76] Traducció de Mein Leben.

Per obtenir una llista completa dels seus articles publicats, consulteu HistCite Arxivat 2019-02-26 a Wayback Machine.. Per les seves obres publicades, vegeu Published Works – Berlin-Brandenburgische Akademie der Wissenschaften Akademiebibliothek Arxivat 2007-02-10 a Wayback Machine.